# Richard Grey
För andra betydelser, se Richard Grey (olika betydelser).
Richard Grey, född cirka 1458, död 13 juni 1483, son till John Grey av Groby och Edvard IV:s drottning Elizabeth Woodville och därigenom halvbror till Edvard V av England.
Grey arresterades av hertig Rikard av Gloucester 30 april 1483 efter ett kuppförsök. Familjen Woodville antogs försöka överta ansvaret för den unge kungen och därigenom få makten över riket istället för Rikard, dåvarande lordprotektor. Grey avrättades senare vid Pontefract Castle.